# Eviota notata
Eviota notata, tên thông thường là barhead dwarfgoby, là một loài cá biển thuộc chi Eviota trong họ Cá bống trắng. Loài này được mô tả lần đầu tiên vào năm 2012.

## Từ nguyên
Từ notata trong danh pháp của E. notata bắt nguồn từ nota trong tiếng Latinh, nghĩa là "dất vết", ám chỉ các vệt đốm lớn sẫm màu trên đầu và gáy ở loài cá này.

## Phạm vi phân bố và môi trường sống
E. notata có phạm vi phân bố ở Tây Nam Ấn Độ Dương. Loài cá này được tìm thấy ở Seychelles và quần đảo Amirante; Mauritius, quần đảo Mascarene và bãi cạn Saint Brandon; cũng như tại quần đảo Chagos. Các mẫu vật của chúng được thu thập gần các rạn san hô ở độ sâu khoảng 15 m.

## Mô tả
Chiều dài cơ thể tối đa được ghi nhận ở E. notata là 1,5 cm. Màu sắc khi mẫu vật còn tươi: Đầu và thân trong mờ, có màu trắng. Một dải màu vàng kéo dài từ phía trước mắt xuống dưới đầu. Vùng màu vàng thứ hai và thứ ba nằm trên mang và trên gốc vây ngực. Vùng gáy có những vệt đen rõ rệt. Hai bên thân hơi có màu vàng nhạt, trải dài từ gốc vây hậu môn đến gốc vây đuôi. Con ngươi có màu xanh da trời, mống mắt có hai đốm đỏ ở trên. Một mảng màu đỏ nhạt nằm ở nửa sau của hàm trên. Vây lưng, vây hậu môn và vây đuôi có màu hơi vàng, được phủ một lớp tế bào sắc tố đen.
Số gai ở vây lưng: 7; Số tia vây ở vây lưng: 6 - 7; Số gai ở vây hậu môn: 1; Số tia vây ở vây hậu môn: 6 - 7; Số tia vây ở vây ngực: 14 - 16.